# 安居昇
安居 昇（やすい のぼる、1981年5月15日 - ）は、日本の男性声優。東京都出身。2009年1月まで81プロデュースに所属していた。血液型はB型。

## 出演作品

### テレビアニメ
2005年
- ガラスの仮面 平成版（村上、記者A）

2006年
- スパイダーライダーズ 〜オラクルの勇者たち〜（劇団員D）
- D.Gray-man（村人C）

2007年
- Over Drive（観客）
- 銀魂（隊士C）

### ゲーム
2005年
- THE 地球防衛軍2（兵士）